# Марк Хінаві
Марк Хінаві (12 квітня 1997) — ізраїльський плавець.